# 슈주 리턴즈
《슈주 리턴즈》는 네이버 TV와 V Live에서 편성한 SM C&C 자체 제작 예능으로 팬들을 위한 슈퍼주니어의 웹예능이다.
현재 시즌 4까지 나왔으며 시즌 4는 진행 중이다. 보통은 슈퍼주니어 컴백기에 대해 다룬 내용이다.
이 인기를 힘입어 파생 예능으로 슈퍼TV가 XtvN에서 시즌2까지 제작이 되어 방영이 되었다.

## 출연진
| 방송                                                                  | 출연진                                               |
| --------------------------------------------------------------------- | ---------------------------------------------------- |
| 《슈주 리턴즈》 2017.10.9 ~ 2017.11.17                                | 이특, 희철, 예성, 신동, 은혁, 시원, 동해             |
| 《슈주 리턴즈 2 - 엘프의 밥상》 2018.11.5 ~ 2018.12.26                | 이특, 희철, 신동, 은혁, 시원, 동해, 려욱             |
| 《슈주 리턴즈 3》 2019.9.9 ~ 2019.10.20 《슈주 리턴즈 4》 2020.5.18 ~ | 이특, 희철, 예성, 신동, 은혁, 시원, 동해, 려욱, 규현 |
| 슈주 리턴즈 : 스핀오프 2019.12.11                                     | 이특, 규현                                           |
| * K.R.Y 리턴즈 2020.6.7 ~ 2020.6.8                                    | 예성, 려욱, 규현                                     |

### 제작진

#### 《슈주 리턴즈》
CP : 이예지
연출 : 천명현
PD : 김지선, 김수현, 황윤찬, 송유리, 방미리, 이원영, 조정영, 정수아
작가 : 황선영, 김희은, 김경미, 백주연, 신예슬, 신원겸, 황영아

#### 《슈주 리턴즈 2 - 엘프의 밥상》
기획 : 이예지
연출 : 천명현
PD : 김수현, 송유리, 심지영, 방미리, 정수아, 최지영, 박경우
작가 : 황선영, 김희은, 백주연, 신원겸, 윤아롬, 김혜현

#### 《슈주 리턴즈 3》
기획 : 이예지
연출 : 천명현, 김수현
PD : 심지영, 방미리, 정수아, 최지영, 김민주
작가 : 황선영, 김희은, 백주연, 신원겸, 황영아, 김혜현

#### 《슈주 리턴즈 4》
기획 : 이예지, 천명현
연출 : 김수현
PD : 심지영, 염준희, 최지영, 안유선, 김보란
작가 : 황선영, 김희은, 김혜영, 황영아, 김한나

### 제작사
SM C&C

## 《슈주 리턴즈》
2년 공백기 후 2017년 11월 6일 정규 8집 앨범을 위해서 컴백 준비기를 담은 슈퍼주니어의 웹예능이다.

### 방송 기간
2017년 10월 9일 ~ 2017년 11월 17일
하루 2편씩 공개
매주 월~금 오전 11시 네이버TV, VLIVE

### 티저영상
2017년 9월 28일부터 순차적으로 총 3편의 티저 영상을 공개함.
티저 영상은 VLIVE 또는 네이버TV에서 시청할 수 있다.

#### 콘텐츠명
슈주 리턴즈 티저1 - 슈퍼 주니어 리얼 컴백 스토리 (SJ returns Teaser 1 - Super Junior Real Comeback Story)
슈주 리턴즈 티저2-1. - 은혁 시원 동해 캐릭터 티저 (Eunhyuk, Siwon, and Donghae's Character Teasers)
슈주 리턴즈 티저2-2. - 예성 이특 신동 희철 캐릭터 티저 (Yesung, Leeteuk, Shindong, and Heechul's Character Teasers)

### 에피소드

#### 1주차 2017.10/9 ~ 2017.10/13
멤버 은혁과 동해의 전역식과 새 앨범에 대한 회의 모습을 그려냄.

#### 2주차 2017.10/16 ~ 2017.10/20
그 전 주에 이어서 회의하는 모습과 타이틀 곡 회의를 보여줌. 또한 새 앨범 녹음 모습을 보여줌.

#### 3주차 2017.10/23 ~ 2017.10/27
타이틀곡 회의 및 공개, 선공개곡 <비처럼 가지마요> 녹음

#### 4주차 2017.10/30 ~ 2017.11/3
타이틀곡 <Black suit> 안무 연습 영상, 자켓 촬영과 새 뮤직비디오 촬영하는 모습을 보여준다.

#### 5주차 2017.11/6 ~ 2017.11/10
슈퍼주니어 단합대회

#### 6주차 (본편 최종) 2017.11/13 ~ 2017.11/17
슈퍼주니어 단합대회 2

### 비하인드 / 미공개 영상

#### 무료 콘텐츠
V live 혹은 네이버 티비 스페셜 클립에 5가지의 비하인드로 볼 수 있음.

##### 콘텐츠 명
슈주 리턴즈 비하인드1 - 슈퍼주니어의 지각 (Super Junior's Tardiness)
슈주 리턴즈 비하인드2 - 슈퍼주니어의 떡밥 (Super Junior's Baits)
슈주 리턴즈 비하인드3 - D&E LA 셀프카메라 (D&E's LA Self-Cam)
슈주 리턴즈 비하인드4 - 슈퍼주니어 안무연습 중 벌어진 일 (What Happened During Dance Practice)
슈주 리턴즈 비하인드5 - <비처럼 가지마요> MV 촬영 현장 (The MV set of the "Once More Chance")

#### 유료 콘텐츠
방송 분량으로 인해 잘린 에피소드들을 담았으며, V live에서 구매 후 시청가능.
가격은 200코인이며 한화로 4400원의 가격임.

##### 콘텐츠 명
슈주 리턴즈 미공개 영상 PLAY (SJ returns PLAY the unreleased video clips!)

### 공약 실천
미공개 영상을 보면 앨범 공약 회의 중 홈쇼핑이 언급된다. 그 후 기자 간담회에서 멤버 은혁이 앨범판매량이 20만장이 넘으면 아이돌 최초로 모든 멤버가 'Black suit' 타이틀에 맞게 남성 정장을 파는 홈쇼핑에 출연하기로 공약을 하였음.
슈퍼주니어 8집이 초동 12만장이 넘으며 자체 기록을 갱신했고, 누적 판매량이 20만장을 넘으며 CJ오쇼핑에서 겨울임을 가늠하여 패딩을 팔았다.
2019년 11월 20일 저녁 10시 45분에 CJ 오쇼핑에서 방송하였으며 완판의 기적을 보여주며 '완판 주니어'라는 별칭을 얻게 됨.

## 《슈주 리턴즈 2 - 엘프의 밥상》[5]
월드투어를 하는 슈퍼주니어의 해외 공연장은 찾은 세계 각국의 엘프들을 위해 슈퍼주니어 멤버들이 직접 공연장 근처 맛집(일본)을 엘프들에게 소개하는 슈퍼주니어의 릴레이 미식 투어를 담은 웹예능이다.
일본의 도쿄와 나고야를 중심으로 소개하는 것이 특징이다.
추가하자면 안타깝게도 멤버들과 시간이 조율이 되지 않아 부득이하게 시간이 맞는 멤버들끼리 따로 찍게 되었다.
때문에 슈퍼주니어 단체는 볼 수 없다는 점에서 아쉬움을 남긴다.

### 방송기간
2018년 11월 5일 ~ 2018년 12월 26일 하루 평균 3편씩 공개 ※ 3주차는 분량 문제로 2편씩 공개, 4주차는 이틀 차에 4개 공개하였다.
※ 6주차의 경우 4개, 3개로 공개됨.
※ 7주차는 이틀 차에 2개로 공개됨. 최종은 첫 날 2개로 공개함.
매주 월요일, 수요일 오전 11시 네이버 TV, V live

### 티저영상
2018년 10월 29일부터 순차적으로 총 5편의 티저 영상을 공개함.
티저 영상은 Vlive 또는 네이버 tv에서 시청할 수 있다.

#### 콘텐츠 명
슈주 리턴즈2 첫 번째 티저조각
슈주 리턴즈2 두 번째 티저조각
슈주 리턴즈2 세 번째 티저조각
슈주 리턴즈2 네 번째 티저조각
슈주 리턴즈2 티저 조각 모음 부제 '엘프의 밥상'

### 에피소드

#### 1주차 2018.11/5 ~ 2018.11/7
E1 ~ E3 기획 의도를 밝히고, 슈퍼주니어 미식 투어의 도쿄를 담당한 멤버들(이특, 희철, 신동)이 만나서 식당에 가는 이야기를 담음.
E4 ~ E6 첫 번째로 멤버 희철이 소개하는 도쿄의 맛집을 소개. - 돼지고기 전문집

#### 2주차 2018.11/12 ~ 2018.11/15
E7 ~ E9 두 번째 타자로 멤버 이특이 소개하는 도쿄의 맛집을 소개. - 오코노미야끼 전문집
E10 ~ E12 2개의 식당 투어 후 다음 식당에 가기 전에 쇼핑하는 모습을 보여줌.

#### 3주차 2018.11/19 ~ 2018.11/21
E13 ~ E14 도쿄의 맛집 3번째로 이특이 소개하는 음식점. - 초밥 전문집
E15 ~ E16 도쿄 3인방의 마지막 멤버 신동이 소개하는 4번째 음식점. - 고기 전문집

#### 4주차 2018.11/26 ~ 2018.11/28
E17 ~ E19 도쿄 먹방의 마지막 집으로 희철 pick 5번째 음식점 투어 - 퓨전 이자카야
E20 ~ E23 하루 동안 멤버들의 먹방 투어 후 가장 맛있는 3가지를 골라서 D&E의 픽을 받는다,

#### 5주차 2018.12/3 ~ 2018.12/5
E24 ~ E26 도쿄가 끝나고 일본의 나고야로 두 번째 릴레이 투어를 시작하는 문을 알렸고, D&E의 나고야 투어 대기실의 영상을 보여준다. / 나고야 투어를 할 멤버들(신동, 려욱)이 만남을 그림.
※ 시원은 선 스케줄 후 중간에 합류했다.
E27 ~ E29 나고야 투어 첫번째 신동이 소개하는 맛집. - 브런치 전문집

#### 6주차 2018.12/10 ~ 2018.12/12
E30 ~ E33 멤버 시원이 추천하는 음식점으로 신동, 려욱이 찾아가서 합류. 멤버 시원이 소개하는 맛집. - 초밥 전문집.
E34 ~ E36 멤버 려욱이 추천하는 음식점 소개 - 장어 전문집.

#### 7주차 2018.12/17 ~ 2018.12/19
E37 ~ E39 려욱이 2번째로 소개하는 맛집. - 돈가스 전문집. / 려욱 식당 투어가 끝이 나고 슈주 멤버들의 금박 아이스크림 먹방
E40 ~ E41 마지막 식당으로 시원이 소개하는 식당. - 닭 튀김 전문집.

#### 8주차 (본편 최종) 2018.12/24 ~ 2018.12/26
E42 ~ E43 멤버 동해의 나고야 생일파티에 깜짝 참여한 멤버들, 신동, 시원, 려욱이 고른 음식을 평가하는 D&E
E44 ~ E46 D&E가 선택한 최고의 밥상과 벌칙을 받을 꼴찌의 물싸대기 벌칙

### 비하인드 / 미공개 영상

#### 무료 콘텐츠
V live 혹은 네이버 티비에서 1가지 비하인드를 볼 수 있음.

##### 콘텐츠명
슈주 리턴즈2 비하인드 클립 - 김희철 슈주 리턴즈2 습격 사건!

#### 유료 콘텐츠
멤버별 일본 도쿄와 나고야, 대한민국 부산 여행 Vlog 에피소드들을 담았으며, V live에서 구매 후 시청가능.
가격은 200코인이며 한화로 4400원의 가격임.

##### 콘텐츠명
E.L.F. 한정 공개! '슈주'스러운 소확행 가득~ 그들만의 브이로그!

## 《슈주 리턴즈 3》
슈퍼주니어 999 프로젝트를 담은 컴백기를 담은 예능이다. 10년이라는 군백기를 이겨내고 슈퍼주니어 정규 '9집'을 위해 슈퍼주니어 '9인'이 9가지 덕목으로 시작하는 프로젝트로 9라는 라임을 맞추기 위해서 첫 방송도 2019년 9월 9일이었다.
여담으로 2019년에 컴백했던 슈퍼주니어 D&E (땡겨 (Danger))와 예성 (Pink magic)의 뮤비에는 9라는 숫자로 암시하기도 있다.

### 방송기간
2019년 9월 9일 ~ 2019년 10월 20일 오후 12시 3편씩 공개
본편 1주차와 6주차를 제외하고는 매주 9편씩 공개가 되었다.
아래의 내용처럼 부득이한 경우를 제외하고는 매주 월, 수, 금요일 오후 12에 3편씩 공개가 됨.
- 본편 최종 6주차엔 故설리님의 추모를 위해 그 주 수요일의 공개를 뒤로 미루어 금요일, 일요일로 공개를 함.

네이버 TV, V live

### 티저영상
2019년 8월 26일부터 순차적으로 총 5편의 티저 영상을 공개함.
티저 영상은 Vlive 또는 네이버 tv에서 시청할 수 있다.

#### 콘텐츠명
슈주 리턴즈3 9월 9일 첫 방송!
티저1. SUPER JUNIOR has RETURNED!
티저2. 이특 희철 예성 신동 시원 캐릭터 티저
티저3. 은혁 동해 려욱 규현 캐릭터 티저
티저4. 슈주도 기대하는 <슈주 리턴즈3>

### 팬쉽 〈SJ Returns 3 V FANSHIP〉
슈주 리턴즈 최초로 시도한 유료 회원제이다. 쉽게 말해 돈을 주고 슈주 리턴즈의 공식 팬클럽 일원인 것이다.

#### 혜택
슈주 리턴즈 3 본편 일주일 선공개 / 금요일 밤 10시 선공개 방송
슈퍼주니어 멤버 스팟 라이브
미공개, 비하인드 영상 공개
스폐셜 포토카드 (멤버 랜덤 2종)
선착순 99명 사인 앨범
광고 없이 시청 가능

#### 모집 기간 / 활동 기간
모집 - 2019년 9월 2일 ~ 2019년 10월 11일
활동 - 가입일 ~ 2029년 12월 31일

#### 가입비
800코인 (한화 17,500원)

### 에피소드

#### 1주차 2019.9/9 ~ 2019.9/13
9집 컴백을 위해 모인 멤버들이 서로의 근황을 공유.

#### 2주차 2019.9/16 ~ 2019.9/20
슈퍼주니어 9집 컴백 회식의 모습을 그림.

#### 3주차 2019.9/23 ~ 2019.9/27
전지적 슈주 시점 _ 멤버가 멤버의 일일 매니저가 되다.

#### 4주차 2019.9/30 ~ 2019.10/4
전지적 슈주 시점2 _ 멤버의 일일 매니저 체험 후 뽑은 슈주의 최악의 매니저는 누구?

#### 5주차 2019.10/7 ~ 2019.10/11
9집 제작 전격 공개! 타이틀 곡 회의 및 후보곡 녹음 장면, 자켓 촬영장

#### 6주차(본편 최종) 2019.10/14 ~ 2019.10/20
타이틀곡 안무연습 및 뮤직비디오 촬영, 9집 수록곡 무대 공개

### 비하인드 / 미공개 영상
이 시즌의 비하인드는 무료로 이용하는 콘텐츠는 팬쉽 가입자는 무료로 총 5가지의 비하인드를 이용할 수 있으며,
팬쉽을 가입하지 않은 사람은 유료 콘텐츠로 구매 후 이용할 수 있다.
유료 이용자는 300코인으로, 한화 5,500원으로 구매할 수 있다.
Vlive에서 이용할 수 있다.

#### 콘텐츠명
[하드털이 #1] 슈퍼주니어 9집 앨범 제작기 비하인드
[하드털이 #2] 려욱 VLOG : 뮤지컬 연습기
[하드털이 #3] 동해 VLOG : 동해의 일상 브이로그
[하드털이 #4] 예성 VLOG : 엘프와 함께하는 힐링 여행
[하드털이 #5] 보너스 비하인드 : 아까워서 공개하는 ID 멘트 NG컷

## 《슈주 리턴즈 4》
슈퍼주니어의 슈주 리턴즈 최조 장기 프로젝트 시리즈로 최종적으로 2020년 데뷔 15주년 앨범 제작기를 다룰 예능이다.
2020년 6월 기준으로 현재 방영중인 웹예능으로 2021년 2월 28일까지 진행할 것으로 보인다.

### 방송기간
2020년 5월 18일 ~ 매주 월, 수, 금요일 오후 12시에 한 편씩 공개한다.
※ 단, 한 에피소드가 끝나면 일주일 쉬고 그 다음 주부터 다음 에피소드를 공개한다.

### 티저영상
2020년 4월 27일부터 순차적으로 총 4편의 티저 영상을 공개함.
티저 영상은 Vlive 또는 네이버 tv에서 시청할 수 있다.

#### 콘텐츠명
[COMING SOON] 다시 시작되는 "슈주 리턴즈4"(for) E.L.F.
[SJ Returns is BACK] 슈퍼주니어의 깜짝 인사
[STAY TUNED] E.L.F.를 위한 "슈주 리턴즈4" 이게 최선 2YAO~

### 팬쉽 〈SJ Returns 4 V FANSHIP〉
슈주 리턴즈 2번째 유료 회원제.
단, 슈주 리턴즈 3 팬쉽과 다른 점은 영구 회원제가 아닌 월 정기 구독 혹은 30일 이용권, 90일 이용권으로 계속 구매해야함.

#### 혜택
'슈주 리턴즈4' 본편 2주 선공개
'슈주 리턴즈4' 비하인드 선공개 (비하인드는 추후 VLIVE+로 출시 될 수 있음.)
회원만 이용 가능한 영상 콘텐츠 및 이미지
디스코그래피: <슈.앨.PICK : 슈주가 앨범을 픽한다> 역대 슈주 앨범 랜덤 PICK! 멤버별 릴레이 코멘터리
월간 투표 이벤트 진행 (추첨 후 경품제공)
비정기 스팟 라이브 제공
사인CD 50장 경품 추첨 제공 (※당첨이 보장되는 혜택이 아님)
회원 전용의 게시판 제공
제공되는 동영상/라이브를 광고없이 시청

#### 모집 기간 / 활동 기간
모집 - 2020년 5월 1일 ~ 가입일이 끝날 때까지 (추후 공지)
활동 - 가입한 구매 목록의 기한까지

#### 가입비
30일 이용권 - 450 코인 / 한화 9,900원
90일 이용권 - 1300 코인 / 한화 29,700원
월 정기구독 - 한화 9,900원/월

### 에피소드

#### Ep.01 2020.5/18 ~ 2020.6/12
- 총 4주차로 이루어졌으며, 같은 에피소드를 분할하여 총 12개 영상을 약 한 달간 공개함.
- 라이어 게임, 슈퍼주니어 성인 성격 유형 검사를 중점으로 둔 예능이다.

#### Ep.02 2020.6/22 ~ 2020.7/17
- 총 4주차로 이루어졌으며, 2번째 에피소드를 분할하여 총 12개 영상을 약 한 달간 공개함.
- 슈퍼주니어의 2번째 우리 동거했어요

#### Ep.03 2020.7/20 ~ 2020.8/14
- 총 4주차로 이루어졌으며, 3번째 에피소드를 분할하여 총 12개 영상을 약 한 달간 공개함.

#### Ep.04 2020.8/17 ~ 2020.9/11
- 총 4주차로 이루어졌으며, 4번째 에피소드를 분할하여 총 12개 영상을 약 한 달 간 공개함.

### 비하인드 / 미공개 영상 / 기습 라이브 / 아이템
디스코그래피 영상과 비하인드 영상, 기습 라이브와 아이템 영상은 팬쉽 회원만 이용할 수 있는 유료 콘텐츠이다.
Vlive에서 확인할 수 있다.

#### 디스코그래피
[디스코그래피 #1] 슈.앨.픽 - 이특 편
[디스코그래피 #2] 슈.앨.픽 - 규현 편
[디스코그래피 #3] 슈.앨.픽 - 예성 편

#### 비하인드
[슈주 리턴즈4] - 1화 Behind
[슈주 리턴즈4] - 2화 Behind

#### 기습 라이브
[기습 라이브] 촬영 현장 깜짝 스포

#### 아이템
[슈주 리턴즈 4] 2화 예고 - 두 번째 아이템 공개
[슈주 리턴즈 4] 3화 예고 - 세 번째 아이템 공개

### 팬쉽 서비스 - 투표 & 네컷 만화
투표는 매 달 선공개로 나가는 Fanship 영상이 공개된 다음날 최고의 하이라이트 장면을 투표한다.
해당 기간이 지나면 일정 인원을 추첨하여 멤버의 폴라로이드 사진을 보내준다.
네컷 만화는 다음 화 예고로 나가는 무언의 사진 컷 만화이다.

## 그 외 리턴즈 시리즈

### [슈주 리턴즈: 스핀오프] _ 특규 리턴즈 픽쿡 크라운
슈주 리턴즈 3이 끝나고 '픽쿡'이라는 브랜드 PPL 웹예능으로 강식당으로 요리사 이미지를 가진 멤버 규현과 그 당시 최고의 요리비결의 MC를 맡아 반찬총각이라는 이미지를 가진 멤버 이특이 서로 해당 브랜드로 요리 대결을 하는 예능이다.

### 방송기간
2019년 12월 11일 2편이 공개되었다.

### 에피소드
[슈주 리턴즈 : 스핀오프] 특규 리턴즈 픽쿡크라운 Teaser
Ep.01 [슈주 리턴즈 : 스핀오프] 특규 리턴즈 픽쿡크라운
Ep.02 [슈주 리턴즈 : 스핀오프] 특규 리턴즈 픽쿡크라운
[슈주 리턴즈 : 스핀오프] 특규 리턴즈 픽쿡크라운 Special Clip

### [K.R.Y. 리턴즈] 1st STORY _ K.R.Y. 앨범 제작기[17]
슈퍼주니어 5개의 유닛 중에 첫번째 유닛이자 우리나라 최초 아이돌 유닛인 슈퍼주니어 KRY의 결성 14년만의 컴백을 위해 만들어진 KRY 컴백 리턴즈이다. 예능이라기보단 다큐멘터리 같은 느낌이다.

### 방송기간
2020년 6월 7일 ~ 2020년 6월 8일

### 에피소드
EP01 [K.R.Y. 리턴즈] 1st STORY - K.R.Y. 앨범 제작기
EP02 [K.R.Y. 리턴즈] 1st STORY - K.R.Y. 앨범 제작기

## 파생 예능
슈주 리턴즈의 인기에 힘입에 tvN 과 XtvN에서 방영된 슈퍼주니어의 버라이어티 예능이다.

### 슈퍼Tv
2017년 슈퍼주니어 컴백기를 그린 웹예능 슈주 리턴즈가 세계적으로 폭팔적인 인기를 끌었고 슈주 리턴즈 방영 내내 Vlive 채널 순위 1위를 유지한 결과로 tvN과 XtvN에서 비슷한 포맷으로 만든 슈퍼주니어 버라이어티쇼이다.

#### 제작진
기획 : 이예지
연출 : 천명현
PD : 김수현, 송유리, 심지영, 방미리, 정수아

#### 출연진
슈퍼주니어 (이특, 희철, 예성, 신동, 은혁, 동해)

#### 방영기간
2018년 1월 26일 ~ 2018년 4월 13일 (12부작) 매주 금요일 23시

#### 에피소드
EP.01 2018.1/26 슈퍼Tv의 방향을 정하는 회의를 하는 에피소드이다.
EP.02 2018.2/2 슈퍼TV 버전의 식당탈출게임.
EP.03 2018.2/9 외국인 vs 슈퍼주니어의 슈퍼TV 배 퀴즈 1
EP.04 2018.2/16 외국인 vs 슈퍼주니어의 슈퍼 TV 배 퀴즈 2
EP.05 2018.2/23 영화 '비포 선라이즈' 패러디 예능 1
EP.06 2018.3/2 영화 '비포 선라이즈' 패러디 예능 2
EP.07 2018.3/9 SNS 라이브 시청자 수로 시청자를 모아라!
EP.08 2018.3/16 우리 동거했어요 1 (희철X이특, 신동X동해, 예성X은혁)
EP.09 2018.3/23 우리 동거했어요 2 (희철X이특, 신동X동해, 예성X은혁)
EP.10 2018.3/30 슈주판 <문제적남자>, 예성, 은혁 관찰예능
EP.11 2018.4/6 걸그룹과 함께하는 봄맞이 운동회 1
EP.12 2018.4/13 걸그룹과 함께하는 봄맞이 운동회 2

#### 게스트
밴쯔
장위안, 파비앙, 럭키, 새미 라샤드, 타차라 롱프라서드, 크리스티안 부르고스
김지윤(일반인 여성 게스트)
유도연(예성 친구), 김종진 (예성 친동생)
CLC (장예은, 최유진, 엘키, 장승연, 권은빈, Sorn, 오승희)
우주소녀 (연정, 성소, 여름, 설아, 선의, 보나, 미기, 은서, 수빈, 엑시, 루다, 다영, 다원)
구구단 (미나, 김세정, 나영, 미미, 하나, 소이, 혜연, 해빈, 샐리)
위키미키 (김도연, 최유정, 루아, 세이, 지수연, 루시, 리나, 엘리)
Fromis 9 (이나경, 이새롬, 송하영, 이채영, 노지선, 이서연, 장규리, 박지원, 백지헌)

### 슈퍼Tv 2
슈퍼주니어를 대적할 아이돌들과 게임을 하는 예능으로 연승을 하면 여행을 보내주겠다는 제작진의 공약을 건 XtvN에서 론칭한 슈퍼주니어 예능이다.
공식 사이트 보관됨 2020-06-18 - 웨이백 머신

#### 제작진
기획 : 이예지
연출 : 천명현
PD : 김수현 송유리 심지영 정수아

#### 출연진
슈퍼주니어 (이특, 희철, 예성, 신동, 은혁, 동해, 시원) / 려욱은 마지막 여행 에피소드부터 합류했다.

#### 방영기간
2018년 6월 7일 ~ 2018년 8월 23일 (12부작) 매주 목요일 20시

#### 에피소드
EP.01 2018.6/7 vs AOA
EP.02 2018.6/14 vs 러블리즈
EP.03 2018.6/21 vs 샤이니
EP.04 2018.6/28 vs 오마이걸
EP.05 2018.7/5 vs 위키미키
EP.06 2018.7/12 vs (여자) 아이들
EP.07 2018.7/19 vs KARD
EP,08 2018.7/26 vs YDPP
Ep.09 2018.8/2 vs 모모랜드
EP.10 2018.8/9 vs 레드벨벳
EP.11 2018.8/16 막내 려욱의 제대로 뭉친 슈퍼주니어 초호화 여행기 1
EP.12 2018.8/23 막내 려욱의 제대로 뭉친 슈퍼주니어 초호화 여행기 2

#### 게스트
AOA (설현, 혜정, 민아, 지민, 유나, 찬미)
러블리즈 (이미주, 베이비소울, kei, 정예인, 류수정, 서지수, Jin, 유지애)
샤이니 (온유, 키, 민호, 태민)
박성광
오마이걸 (효정, 미미, 유아, 승희, 아린, 비니, 지호)
위키미키 (최유정, 김도연, 지수연, 엘리, 세이, 루아, 리나, 루시)
(여자)아이들 (소연, 미연, 우기, 민니, 슈화, 수진)
KARD (비엠, 제이셉, 전소민, 전지우)
YDPP (임영민, 김동현, 정세운, 이광현)
모모랜드 (데이지, 주이, 낸시, 아인, 혜빈, 연우, 제인, 태하, 나윤)
레드벨벳 (아이린, 슬기, 웬디, 조이, 예리)

## 기록
슈주 리턴즈 공식 사이트
Vlive 슈주 리턴즈 (SJ returns) - SM C&C STUDIO
네이버 Tv 슈주 리턴즈 (SJ returns) - SM C&C STUDIO
2020.6.25일 Am 2 기준 기록임을 분명히 하며, 새로고침시 날짜를 변경.

### Naver Tv
채널 개설일 2017년 9월 28일
방영 기간 2017년 9월 29일 ~
"완전한 군필돌 슈퍼주니어의 9집 앨범 제작기"
채널 구독자 수 17,672명
채널 재생 수 89,696,842회
전체 좋아요 수 130,014개
전체 댓글 수 17,339개
동영상 수 220개
재생목록 수 25개

### Vlive
- 위 데이터는 채널 정보가 '슈주 리턴즈 (SJ returns) - SM C&C STUDIO' 인 영상들을 기준으로 산출되었습니다. 실제 영상 목록에 제공되는 영상의 합산 데이터와 다를 수 있습니다.

채널 개설일 2017년 9월 29일
"2020 장기 프로젝트! 데뷔 15주년 맞은 슈퍼주니어의 예능 종합 선물 세트!"
- #K-POP
- #VARIETY-SHOW

팔로워 814,820명
팔로워 탑3 국가
- 중국 (China)
- 인도네시아 (Indonesia)
- 일본 (Japan)

영상 260개
게시글 13개
재생 약 9,443만회
좋아요 약 34억개
댓글 약 622만개

### 전체
전체 구독자 수 832,492명
전체 영상 수 480개
전체 게시글 13개
전체 재생목록 수 25개
전체 재생 수 184,126,842회
전체 좋아요 수 3,400,130,014개
전체 댓글 수 6,237,339개